# John D. Rockefeller Jr.
John Davison Rockefeller Jr. (29 de enero de 1874-11 de mayo de 1960) fue un financiero y filántropo estadounidense, miembro fundamental de la prominente familia Rockefeller.

## Primeros años y estudios
Fue el primer hijo de John D. Rockefeller y Laura Celestia Spelman. Se le conocía como "Junior", para distinguirlo de su célebre padre, conocido como "Senior". Creció junto a tres hermanas, Alta, Bessie y Edith, siendo el menor de la familia Rockefeller heredó el monopolio de su padre en las empresas petroleras Standard Oil. Recibió estudios en casa hasta los 10 años. El joven John D. comienza a estudiar en la Universidad de Brown. Al graduarse en 1897, comienza a trabajar con su padre en Standard Oil, su padre fue el primer billonario en la nación, pero la riqueza no atraía a John D. Jr.
En el año 1911, se convirtió en el presidente general de las empresas Rockefeller tras la jubilación de su padre. Fue director general de la Fundación Rockefeller, director de la General Education Board y presidente del Instituto Rockefeller para la Investigación Médica. En el año 1930 inició la construcción del Rockefeller Center. El proyecto finalizó en 1939.
Fue el único hijo de John D. Rockefeller que heredó y extendió sus riquezas, además de ser el Rockefeller por el cual la gente relaciona el apellido con la filantropía.
En los años posteriores a la Primera Guerra Mundial, Rockefeller abogó por mejores condiciones de trabajo industrial. Durante la II Guerra Mundial, ayudó a establecer las Organizaciones de Servicios Unidos (United Services Oganizations) y recaudó más de 300 millones de $ para ayudar a hombres y mujeres que sirvieron en las fuerzas armadas de Estados Unidos. También donó a la conservación de varios proyectos, desde proyectos en el parque nacional de Acadia, en Maine, hasta proyectos del parque nacional de Yosemite en California.
John D. Rockefeller Jr. fallece en Tucson, a causa de neumonía, el 11 de mayo de 1960.

## Vida personal
Se casó con Abby Aldrich y tuvieron seis hijos, Abby, John D. III, quien continuó llevando las empresas familiares y los actos filantrópicos aprendidos de su padre; Nelson, fue político republicano, vicepresidente de EE. UU., gobernador de Nueva York y candidato presidencial; Laurance, fue inversionista de riesgo, financista, filántropo, conservacionista; Winthrop y David, fue banquero y hombre de negocios de Standard Oil.